# Jean Marant
Pour les articles homonymes, voir Marant.
Jean Marant est un marin pirate et corsaire boulonnais du XIVe siècle qui s’illustra pendant la guerre de Cent Ans, ravitaillant Calais puis en capturant une escadre anglaise après la reddition de la ville.

## Biographie
Quand la guerre de Cent Ans commence, la flotte française est redoutable. Construite en particulier à l’arsenal de Rouen, le Clos aux galées, elle se composait de bâtiments de guerre, mais également de navires marchands armés. 
Le 24 juin 1340, la flotte française est totalement anéantie lors de la bataille de L'Écluse, laissant ainsi le contrôle des mers aux Anglais qui débarquent ainsi en Guyenne, en Bretagne, en Normandie et en Picardie.
Les amiraux en chef de la marine française Antonio Doria, Louis de la Cerda, Charles Ier Grimaldi le Grand, et Pierre Flotte de Revel sont donc contraints de faire appel aux armateurs privés afin de subvenir aux besoins du roi de France dans le domaine de la Marine.
C’est ainsi que le marin corsaire Jean Marant, propriétaire de son bateau, est engagé, au titre de corsaire pour inspirer l’inquiétude chez l’adversaire et attaquer économiquement l’Angleterre.
Il prend pour base l’île de Guernesey, comme Eustache Busket dit « Eustache le moine », et met à plusieurs reprises les escadres anglaises en fuite, en choisissant les nefs les plus importantes, celles renfermant, les plus grandes richesses.
Il était craint des Anglais, qui le considéraient comme un criminel, car il égorgeait les membres d’équipage vaincus.
Devant les succès grandissant de Jean Marant, au début de 1345, l’amiral de France Pierre Flotte dit Floton de Revel le met à la tête d’une flottille de 300 navires corsaires. En juillet de la même année, le corsaire capture sept nefs anglaises revenant de Guyenne, dans le secteur de Guernesey, dont il massacre, selon son habitude, les équipages.
En 1346, Édouard III débarque en Normandie et entreprend une chevauchée qui le mènera jusque Calais.
Le roi d’Angleterre ayant investi Calais, le roi de France charge Jean Marant de ravitailler la ville. Il introduit alors régulièrement, durant tout l’hiver, avec d’autres corsaires tels que Mestriel, Jean Balart maître de la barge Saint-Jean, Raoul le Grenu du Saint-Pierre, Jean Cache Marée, les frères Clay et Jouen Pach, maîtres de l'Esturgeon et du Saint-James de Wissant, Fleur Fleurin du Saint-Christophe et Pierre Golant du Fluin de Calais et bien d'autres...., des vivres dans la ville.
Le 14 mars 1347, Marant à la tête de 30 vaisseaux force une nouvelle fois le blocus et entre dans la rade. Édouard III, trouvant que le siège s’éternisait à cause du ravitaillement des navires génois, normands et picards qui réussissaient à forcer régulièrement le blocus, fit construire, à l’entrée du goulet, des fortifications munies de bombardes et autres armes de jet. Il fit également bloquer l’entrée du chenal avec des obstacles de toute nature et à partir de juin 1347, il fut totalement impossible pour les Français de ravitailler Calais.
Le 25 juin 1347, Jean Marant échappe une nouvelle fois à la flotte anglaise forte de 120 navires et arrive avec 30 bateaux à l’entrée du goulet, parvenant malgré la mitraille et les obstructions à ravitailler une dernière fois la ville.
Ils partagent alors le sort des assiégés jusqu’à la reddition de la ville. Mais quelques jours avant la prise de possession effective de la ville par les Anglais, Jean Marant réunit quatre nefs et deux galères royales avec les maîtres de navires et corsaires Pierre Aimar, Guillaume Coble, Jean Darlay, Jean Houe, Jean Masterel, Étienne Pillart et Jean Truffe. Aux abois, ils foncent sur l’ennemi, réussissent à passer les obstacles et gagnent la pleine mer.
À la mi-septembre, la petite flotte rencontre une escadre de dix nefs anglaises dont elle coule une partie et en ramène cinq dans le port d’Abbeville. La prise est importante, et de grande valeur. Jean Marant et ses corsaires ont attaqué la flotte amenant les épouses des officiers anglais, venant assister à la victoire de leurs époux. Pour une fois, Jean Marant ne les égorge pas, elles sont libérées contre une forte rançon.
Après ce coup d’éclat, si l'on sait qu’il fut chargé, en 1346, d’une mission secrète sur mer moyennant 500 livres parisis on ne trouve rien sur ce corsaire qui tenta de sauver les calaisiens et de garder la ville à la France, si ce n’est qu’il ne cessa de guerroyer contre les Anglais.

### Sources et bibliographie
- Jean Merrien, Histoire des corsaires, [lire en ligne], Ancre de Marine Éditions, 2003, 239 p. ;
- Patrick Villiers, Les corsaires : des origines au traité de Paris du 16 avril 1856, [lire en ligne], Éditions Jean-Paul Gisserot, 2007, 127 p.
- Charles de La Roncière, Histoire de la marine française tome 1, les origines, [lire en ligne]